# Sogliano al Rubicone
Sogliano al Rubicone ist eine italienische Gemeinde (comune) mit 3159 Einwohnern (Stand 31. Dezember 2023) in der Provinz Forlì-Cesena in der Emilia-Romagna. Die Gemeinde liegt etwa 32,5 Kilometer südöstlich von Forlì und etwa 15 Kilometer südsüdöstlich von Cesena und grenzt an die Provinz Rimini.

## Geschichte
Die Grafschaft Sogliano war vom 13. Jahrhundert bis 1640 im Besitz einer Linie der Familie Malatesta. Sie fiel dann an den Kirchenstaat. Das Malatesta-Schloss wurde im 19. Jahrhundert abgerissen.

## Gemeindepartnerschaften
Sogliano unterhält Partnerschaften mit der tschechischen Stadt Meziboří im Okres Most sowie mit der sächsischen Stadt Sayda.

## Persönlichkeiten
- Pietro Sambi (1938–2011), Nuntius in den USA
- Luciano Sambi (* 1942), Radrennfahrer
- Sandro Gozi (* 1968), Diplomat und Politiker